# La Passione
La Passione (с итал. — «Страсть») — альбом Криса Ри 1996 года, саундтрек к  фильму La passione (1996), сценарий для которого был написан Крисом. Ширли Бэсси, снявшаяся в главной роли, исполнила песню «'Disco' La Passione», а также спела дуэтом с Крисом «Shirley Do You Own a Ferrari?». Композиция «La Passione» является темой фильма.

## Список композиций
Слова и музыка всех песен — Криса Ри.
| №   | Название                           | Длительность |
| --- | ---------------------------------- | ------------ |
| 1.  | «La Passione»                      | 4:55         |
| 2.  | «Dov'è II Signore?»                | 6:04         |
| 3.  | «Shirley Do You Own a Ferrari?»    | 4:43         |
| 4.  | «Girl in a Sports Car»             | 5:16         |
| 5.  | «When the Grey Skies Turn to Blue» | 3:05         |
| 6.  | «Horses»                           | 4:26         |
| 7.  | «Olive Oil»                        | 3:43         |
| 8.  | «Only to Fly»                      | 5:42         |
| 9.  | «You Must Follow»                  | 5:29         |
| 10. | «'Disco' La Passione»              | 4:57         |
| 11. | «Dov'è II Signore? Pt. 2»          | 2:31         |
| 12. | «Le Mans»                          | 3:59         |